# سده ششم میلادی
سدهٔ ۶ میلادی یا قرن ششم میلادی، در تقویم گریگوری به فاصلهٔ سال‌های ۵۰۱ تا ۶۰۰ میلادی گفته می‌شود.
| سده‌ها: | سده ۵ - سده ۶ - سده ۷                   |
| دهه‌ها: | ۵۰۰ ۵۱۰ ۵۲۰ ۵۳۰ ۵۴۰ ۵۵۰ ۵۶۰ ۵۷۰ ۵۸۰ ۵۹۰ |

## رویدادها
- ساخت دانشگاه جندی‌شاپور در ایران به فرمان خسرو انوشیروان
- آغاز کوچ ایرلندی‌ها به اسکاتلند
- صومعه گلندولاگ در ویکلو ایرلند به دست کوین قدیس ساخته شد.
- کولومبای قدیس صومعه‌ای را در یونا ساخت.
- بودایی‌گری از راه چین به ویتنام رسید.
- داستان‌های بودایی جاکرته به فرمان انوشیروان به پارسی میانه برگردان‌شد.
- ۵۳۷ (میلادی)؛ جنگ کاملن
- ۵۵۲ (میلادی)؛ بودایی‌گری به ژاپن رسید.
- ۵۵۳ میلادی: تأسیس شورای دوم قسطنطنیه
- همه‌گیری طاعون در کنستانتینوپول و دیگر بخش‌های بیزانس
- پایه‌ریزی کارانتانیا نخستین دولت مستقل و استوار اسلاو
- بلغارهای کورتیگور به سوی رومانی کنونی به راه افتادند.
- نفوذ یهودیت در آکسوم
- نوبه به گونه سراسری به مسیحیت گروید.
- آراگاو به دست فرانک‌ها افتاد.
- پادشاهی فونان ناپدیدشد.
- طاعون جنوب شرقی آسیا را درنوردید.
- پیشروی راه ابریشم در اروپا.
- دودمان سوئی در چین.
- پرورده‌شدن زبان ایرلندی باستان.
- پرورده‌شدن زبان هلندی باستان.
- ۵۷۱ (میلادی)؛ ابرهه به مکه تاخت. (تاریخ تقریبی)
- ۵۷۷ میلادی: سلسله چن، کبریت را اختراع کرد.
- آغاز جنگ‌های ۲۷ساله ایران و بیزانس
- ماجرای بیداری مردان آنجلس

## چهره‌های برجسته
- پاپ گرگوری بزرگ
- شاه آرتور
- ژوستینین یکم امپراتور بیزانس.
- خسرو یکم شاه ساسانی ایران.
- بلیزاریوس واپسین فرمانده جنگی بزرگ روم.
- پروکوپیوس تاریخ‌نویس بیزانسی.
- بزرگمهر فرزانه ایرانی
- محمد.
- امپراتریس سوئیکو، امپراتور زن ژاپنی
- تیلیزن شاعر ویلزی.
- یاسودهارمان پادشاه مالوه در هندوستان
- معن بن اوس

## یافته‌ها و نوآوری‌ها
- آفرینش تاریخ میلادی به دست دیونیسیوس اکسیگوئوس.
- آمدن چترونگا از هندوستان به ایران و ساخت شطرنج با پیرایش آن بازی.
- رواج کاربرد افسار دوال کمر اسبان در میان فرانک‌ها.
- امپراتوری بیزانس فناوری ابریشم را از چین به دست آورد.
- نخستین مرجع به دست آمده برای چگونگی کاربرد کاغذ توالت در ۵۸۹ (میلادی) به دست صاحب منصب چینی یان شیتوئی.

## دهه‌ها و سال‌ها
‎